# 廣田友和
廣田 友和（ひろた ともかず、1976年8月20日 - ）は、神奈川県出身の日本のレーシングドライバーである。2016年まで全日本プロドリフト選手権（D1グランプリ）に参戦していた。本業は造園業で、横浜市青葉区で植木屋「五月園」を経営している。愛称は、「ヴェロ太」、「レク太」。

## 経歴
D1GPには初年度から参戦。参戦当初はJZX100型マークIIを駆っていたが、2002年シーズンからヴェロッサにマシンチェンジ。
参戦開始後しばらく予選不通過が続いたが、2006年シーズン第3戦の富士スピードウェイで初のベスト16進出。それ以降は追走に勝てずベスト16の壁を破れなかったが、岡山国際サーキットでの2008年シーズン第4戦で初の決勝戦に進出し今村陽一と対決、敗れたものの準優勝の結果を残した。
1年間の参戦休止を経て、2010年シーズンはレクサス・GS350にマシンチェンジ。チューニングは参戦当時から廣田のマシンに携わっているオートサービス森が担当、タイヤはヴェロッサ時代のヨコハマタイヤからマシンチェンジに伴いグッドイヤーに変更した。エンジンは2GR-FEをベースにチューニングが進められたがシーズンインに間に合わず、当面は2JZ-GTEを搭載することになった。
2014年シーズンからはマークII（JZX110型）で参戦。
2016年シーズンをもって引退。引退レースとなった最終戦お台場は、トラブルでドリフトをすることが出来ずにスロー走行でのラストランとなった。